# Гевгелийска контрачета
Гевгелийската контрачета е създадена с помощта на българските власти във Вардарска Македония с цел борба срещу комунистическите партизани.
Създадена е на 15 юни 1943 година от дееца на Вътрешната македонска революционна организация Георги Хаджимитрев, подпомогнат от Георги Чалков. Състои се от 20 души. По-късно се събират при село Бохула с Кавадарската контрачета на Атанас Калчев. Двете чети се насочват към село Драчевица. Преди да стигнат селото, влизат в сражение с Гевгелийския партизански отряд, като един четник от Кавадарската контрачета е убит. Четата е разбита през лятото на 1944 година, като по това време наброява 60 души. На 9 – 10 април 1945 година Георги Хаджимитрев, Георги Чалков, Владо Маджаров и Илия Югов са осъдени на смърт от Военния съд на Щипската област и присъдите са изпълнени.